# Dragobil
Dragobil / Dragobilje (cyr. Драгобиље) – wieś w Kosowie, w regionie Prizren, w gminie Malishevë/Mališevo. W 2011 roku liczyła 1248 mieszkańców. 